# Masdevallia martineae
Masdevallia martineae är en orkidéart som beskrevs av Carlyle August Luer. Masdevallia martineae ingår i släktet Masdevallia och familjen orkidéer.
Artens utbredningsområde är Bolivia. Inga underarter finns listade i Catalogue of Life.